# Суму-Яман
Суму-Яман — царь Мари, правил приблизительно в 1796—1794 годах до н. э. Сын Яхдун-Лима. После убийства отца, в котором он, возможно, принимал деятельное участие, правил короткое время, пока его самого не убили слуги.
Вынужден был продолжать борьбу против ассирийского царя Шамши-Адада I и его союзников. В этих обстоятельствах пытался заключить мирный договор с Саму-эпухом, царем Ямхада и союзником Шамши-Адада, однако безуспешно. В конце концов, войска Мари потерпели поражения, а после убийства Сума-Ямана новым царём Мари Шамши-Адад сделал своего сына Ясмах-Адада.

## Список датировочных формул Суму-Ямана
|   | |
| 1 | Год, когда Суму-Яман вошёл в дом своего отца (то есть, стал царём) и [пере]строил Халабит (Халеб) mu su-mu-ia-ma-am a-na e2 a-bi-szu i-ru-bu u3 ha-la-bi-itki i-pu-szu |
| 2 | Год, когда Суму-Яман построил городские стены Саггаратума mu su-mu-ia-ma-am bad3 sa-ga-ra-timki i-pu-szu                                                               |
| 3 | Второй год, когда Суму-Яман построил городские стены Саггаратума mu 2-kam su-mu-ia-ma-am bad3 sa-ga-ra-timki i-pu-szu                                                  |

| II династия Мари (аморейская) |                                                    |                      |
| Предшественник: Яхдун-Лим     | царь Мари ок. 1796 — 1794 до н. э. (правил 2 года) | Преемник: Ясмах-Адад |